# Presenchen

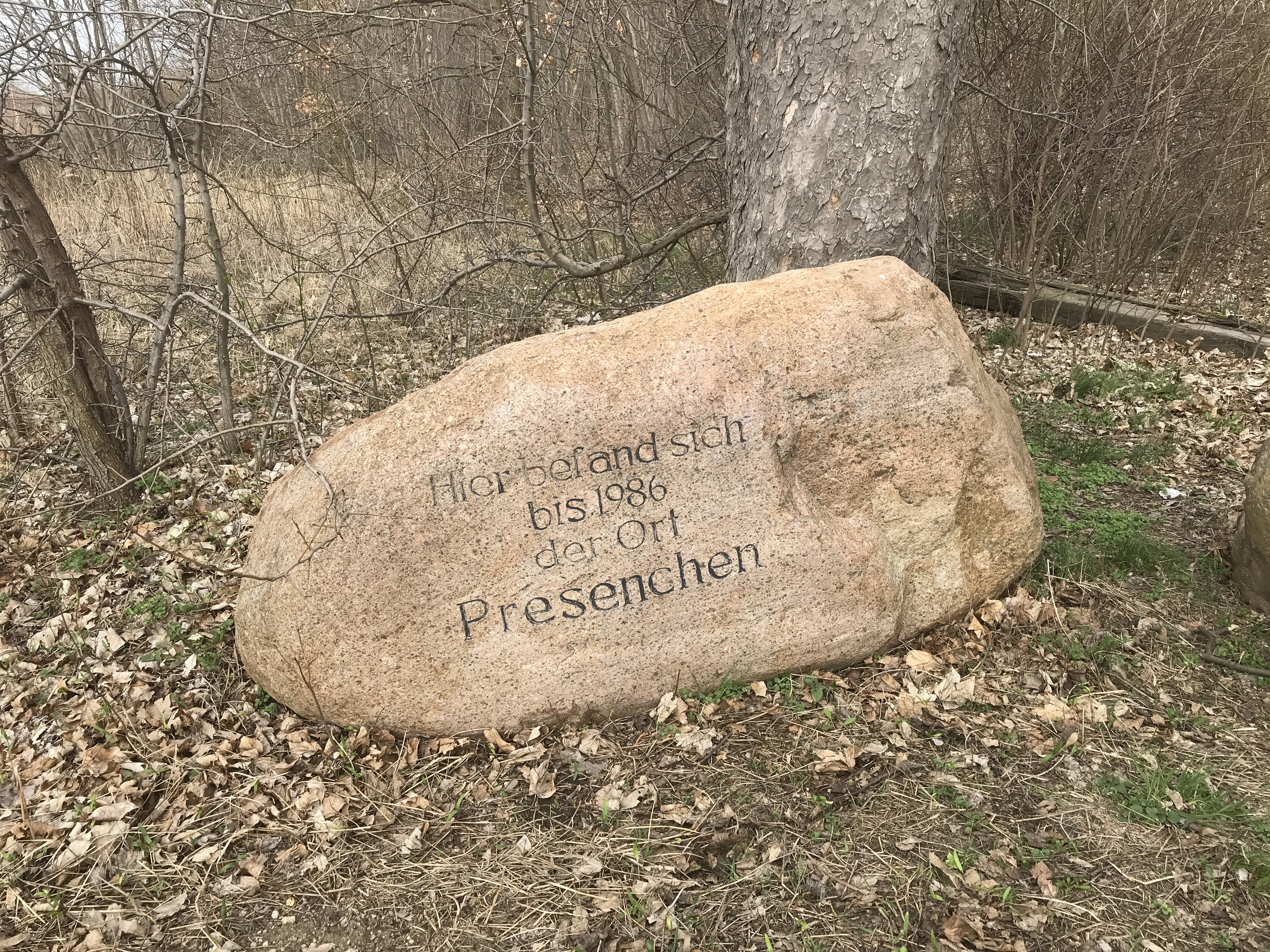
Findling am ehemaligen Ort

Presenchen (niedersorbisch Brjazynka), ältere Schreibweise bis zumindest 1950 Presehnchen war ein Dorf in der Niederlausitz, welches auf dem heutigen Gebiet der Stadt Luckau im Landkreis Dahme-Spreewald lag. Der Ort wurde 1987/88 zugunsten des Tagebaus Schlabendorf-Süd devastiert, 51 Einwohner mussten umgesiedelt werden.

## Lage
Presenchen lag in der Niederlausitz zwischen Fürstlich Drehna und Schlabendorf am See.

## Geschichte
Presenchen wurde im Jahr 1479 erstmals urkundlich erwähnt. Der niedersorbische Name Brjazynka bedeutet das kleine Birkenwäldchen.
Das Gebiet um den Ort wurde bereits um das Jahr 850 von den Lusitzi, einem slawischen Volksstamm aus der Niederlausitz bewohnt. Aus dieser Zeit befand sich südlich des Ortes der slawische Burgwall Borchelt, der auf einer Talsandinsel im Sumpfgebiet entstand.
Der Ort Presenchen war im Jahr 1589 nachweislich im Besitz des Herrn von Mickwitz und gehörte ab 1667 als Vorwerk zur Standesherrschaft Drehna. Von 1921 bis zu dessen Enteignung im Jahr 1946 gehörte das Dorf Karl von Wätjen.
Presenchen verfügte neben dem Gutshof auch über Stallungen und eine Schäferei, wobei letztere um das Jahr 1960 zu Rinderstallungen umgebaut wurde. Des Weiteren wurde in den Fischteichen um Presenchen Fischzucht durch die Fischwirtschaft Dreha betrieben. 1953 wurde die Landwirtschaftliche Produktionsgenossenschaft Presenchen gegründet.
In Presenchen gab es eine Freiwillige Feuerwehr und einen Kindergarten, welcher im ehemaligen Gasthaus zur Linde untergebracht war. Die nächste Schule befand sich in Schlabendorf. Zudem hatte Presenchen keine eigene Kirche.
Am 1. Juli 1950 wurde Presenchen nach Schlabendorf am See eingemeindet. In den Jahren 1987/88 wurde Presenchen zugunsten des Braunkohletagebaus Schlabendorf-Süd vollständig abgebaggert. Seit 2004 erinnert das Naturparkzentrum Wanninchen mit einer Dauerausstellung an die abgebrochenen Orte in der Umgebung.

## Nachweise
1. ↑  Presenchen/Brjazynka im Archiv verschwundener Orte. In: archiv-verschwundene-orte.de. Abgerufen am 2. April 2017.
2. ↑  Tabelle der verschwundenen Orte bis 1993. In: umsiedler-schleife.de. Archiviert vom Original (nicht mehr online verfügbar) am 3. April 2017; abgerufen am 2. April 2017.  Info: Der Archivlink wurde automatisch eingesetzt und noch nicht geprüft. Bitte prüfe Original- und Archivlink gemäß Anleitung und entferne dann diesen Hinweis.
3. ↑  22 Häuser fielen dem Tagebau zum Opfer. In: lr-online.de. Lausitzer Rundschau, 21. Mai 2005, abgerufen am 2. April 2017.
4. ↑  Presenchen in der Datenbank des Vereins für Computergenealogie. Abgerufen am 2. April 2017.
5. ↑  Erinnerungsorte: Heinz Sielmann Naturparkzentrum Wanninchen. In: archiv-verschwundene-orte.de. Abgerufen am 2. April 2017.